# Gaimardia minutissima
Gaimardia minutissima is een tweekleppigensoort uit de familie van de Cyamiidae. De wetenschappelijke naam van de soort is voor het eerst geldig gepubliceerd in 1908 door Tom Iredale.